# Strada Dalmațieni 101
Strada Dalmațieni 101 este un serial de animație pentru copii, produs de Passion Animation Studios și Atomic Cartoons. Serialul este o readaptare a clasicului film 101 dalmațieni.

## Distribuție

### Personaje principale
- Josh Brener - Dylan
- Michaela Dietz - Dolly
- Rhashan Stone - Doug
- Ella Kenion - Delilah
- Nefeli Karakosta - Dizzy
- Florrie Wilkinson - Dee Dee
- Rhys Isaac-Jones - Dawkins
- Bert Davis - Diesel
- Kyle Soller - Dante
- Lauren Donzis - Destiny și Déjà Vu
- Abigail Zoe Lewis - Dallas
- Jack Binstead - Delgado[5]
- Maxwell Apple - D.J.
- Nikhil Parmar - Deepak
- Akiya Henry - Da Vinci[1]
- Margot Powell - Dorothy

### Personaje secundare
- Harriet Carmichael - Clarissa
- Doc Brown - Sid și Spencer [1][6]
- Conor MacNeill - Fergus
- Rasmus Hardiker - Hansel
- Paloma Faith - Pudelul Portia[1][6]
- Miriam Margolyes - Bessie[1][6]
- Tameka Empson - Calul de Poliție Pearl[1][6]
- Bethan Wright - Prunella[1][6]
- Akiya Henry - Roxy[1]
- N/A - Snowball
- Aimee-Ffion Edwards - Arabella[1]
- Joshua LeClair - Hunter de Vil[1]
- Stephen Mangan - Doctor Dave[1]
- Rufus Jones - Constantin
- Olly Murs - Spike